# Adam Jaskolka

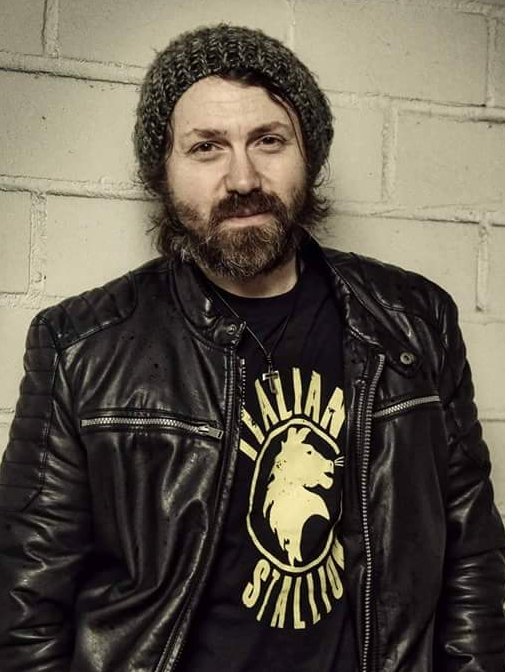
Adam Jaskolka 2017

Adam Jaskolka (* 3. Oktober 1979 in Zabrze, Polen) ist ein deutscher Schauspieler, Sänger und Regisseur.

## Leben
Im Jahr 1989 übersiedelte Adam Jaskolka nach Deutschland. Nach einer Ausbildung zum Einzelhandelskaufmann in Bayreuth absolvierte er einen Zivildienst als Hausmeister und holte das Abitur nach. Im September 2002 bekam er die Zusage für eine dreijährige Schauspielausbildung an der Internationalen Schule für Schauspiel und Acting in München. Er konnte so seinen Traumberuf erlernen. Nach fünfjährigem Aufenthalt in München zog er im September 2007 nach Berlin.
Früh erkannte er seine Leidenschaft für Musik und Schauspielerei. Bereits als Kind spielte er bei verschiedenen Theatergruppen mit und sang in einem Kirchenchor. Mit elf Jahren nahm er Unterricht in Bassgitarre und spielte bis zu seinem zwanzigsten Lebensjahr in verschiedenen Rockbands, bei denen er auch immer wieder als Sänger agierte.
Neben seinen Auftritten auf der Theaterbühne (u. a. als Jago in Shakespeares Othello) steht er vor der Kamera und war unter anderem in Werbespots (Lesezirkel), TV-Serien (Der Alte, München 7), Kurzfilmen (Myxos) und in einer kleinen Nebenrolle als Hippie in Der Baader Meinhof Komplex zu sehen. Mit der Independent-Produktion Sick Pigs hatte er 2008 Kinopremiere. Sein TV-Debüt gab er im ZDF in der Bravo TV Soap. 2010 spielte er in der Tatort-Folge Die Heilige eine Nebenrolle. 2019 war er mit der Folge Ein Tag wie jeder andere erneut in einem „Tatort“ des BR zu sehen. Als Pavel war er 2012 und 2013 in der beliebten BR-Serie Dahoam is Dahoam zu sehen, zu der er 2017 für zwei Folgen zurückkehrte.
Als Musicaldarsteller war er u. a. in Footloose (2005) und Moulin Rouge (2008/2009 auf Tour in Deutschland, Österreich, der Schweiz und Luxemburg) zu sehen. Im Sommer 2007 spielte er in seiner Heimat Bayreuth den schönen, jedoch etwas einfältigen Christian im Stück Cyrano von Bergerac. Außerdem war er auf der Bühne u. a. in Mandragola, Dracula, Ausnahmezustand, Hugo von Trimberg und Tod auf dem Nil zu sehen.
Zwischen Oktober 2011 und Juli 2013 war Jaskolka im renommierten Münchner Theater für Kinder zu sehen.
Sein Filmregiedebüt gab er mit dem Kurzfilm Ein ungeahntes Date, in dem er auch die Hauptrolle spielte. Im Theater inszenierte er unter anderem das Musiktheaterstück Johann und Johanna B., die Hänsel und Gretel Oper sowie einige Wiederaufnahmen.
Auf CD zu hören ist er auf der deutschen Version des Musicals Footloose und der Original Tour Cast 2009 CD von La Belle Bizarre Du Moulin Rouge (Musicalalbumcharts Platz 1 u. a. neben Jesper Tydén und Anna Montanaro). Seine Debütsingle Catch (Top 10 der Downloadcharts) erschien im April 2011.
Neben seinem Beruf unterstützt Jaskolka viele Charity-Projekte wie die BR-Sternstunden (hier spielt er u. a. mit anderen bekannten Persönlichkeiten für den FC Sternstunden), setzt sich mit dem Thema Blutspenden auseinander und unterstützt dabei das BRK, außerdem tritt er für den Kampf gegen Krebs ein. Des Weiteren engagiert er sich für die UNESCO-Kinderstiftung, für die er auch in einem Werbespot zu sehen war. Gelegentlich arbeitet er als Model im Fotobereich. Zudem hat sich Jaskolka auch als Kampfsportler einen Namen gemacht.

## Filmografie (Auswahl)
- 2005: Jack Black
- 2005: Bravo TV Soap (ZDF)
- 2006: Insider
- 2007: Tage des Hundes (Kurzfilm)
- 2007: Paul und Christine
- 2008: Der Baader Meinhof Komplex
- 2008: Sick Pigs
- 2009: Ein ungeahntes Date
- 2009: Myxos
- 2009: Losing Control
- 2009: Legend of Hell
- 2010: Tauschgeschäft
- 2010: Tatort – Die Heilige (ARD/BR)
- 2011: Mord in bester Gesellschaft – Der Tod der Sünde (ARD)
- 2011: Der Alte – Die Maske des Bösen (ZDF)
- 2011: Trans Bavaria
- 2011–2013: Dahoam is Dahoam (BR)
  - Nix geht über Dahoam
  - Kleine Gefälligkeiten
  - Eine Frage der Interpretation
  - Am Scheideweg
  - Erster Debattierclub Lansing
  - Schmerz und Erwartung
  - Abgewatscht
  - Das Messer ist gewetzt
  - Viva Veronika
  - Tatort Klohäusel
  - Die Dünnbrettbohrer
  - Teure Freundschaft
  - Hummel und Bärli
  - Vier Reifen für ein Halleluja
  - Jäger des versunkenen Schatzes
  - Immer Ärger mit Tante Edeltraut
  - Stehaufweiberl
  - So a Matz
  - Ti a mo Oktoberfest
- 2012: Der Alte – Lautloser Tod (ZDF)
- 2012: München 7 – Zimmer frei (ARD)
- 2012: Der Alte – Die Zeugin (2012)
- 2013: Die Habsburger (ZDF)
- 2014: Aktenzeichen XY (ZDF)
- 2015: Monaco 110 (ARD)
- 2016: Aktenzeichen XY (ZDF)
- 2017: Montrak
- 2017: Dahoam is Dahoam (BR)
  - Nasrins Plan
  - Die Flucht
- 2018: Aktenzeichen XY (ZDF)
- 2019: Tatort: Ein Tag wie jeder andere (ARD)
- 2019: Aktenzeichen XY(ZDF)
- 2020: Macho Man 3
- 2020: Ein besonderer Tag
- 2021: Hanau
- 2021: Prime Video Champions League Spot
- 2021: Wrong – Unzensiert (TV Now/RTL)
- 2021: 37 Sekunden (Das Erste)
- 2022: Aktenzeichen XY gelöst
- 2022: Levizia
- 2022: Stralsund: Tote Träume
- 2023: 37 Sekunden (Fernsehserie)
- 2024: Macho Man 3